# Примейру ди Агошту
«Клубе Дешпортиву Примейру ди Агошту» (порт. Clube Desportivo Primeiro de Agosto) или просто «Примейру ди Агошту» — ангольский футбольный клуб из Луанды, основанный в 1977 году. Выступает в Жирабола (Girabola). Домашние матчи проводит на стадионе «Эштадиу да Сидадела», вмещающем 35 000 зрителей.

## История
«Примейру ди Агошту» является одним из сильнейших и наиболее известных клубов Анголы наряду с «Петру Атлетику». Клуб из Луанды девять раз становился сильнейшим клубом страны и четыре раза - обладателем Кубка Анголы. По этим показателям «Примейру ди Агошту» уступает только «Петру Атлетику». Однако по количеству выигранных Суперкубков страны «Примейру ди Агошту» является единоличным лидером - шесть побед. К бесспорным достижениям клуба можно также отнести и финал Кубка обладателей Кубков в 1998 году. Известен также как победитель первого Чемпионата Анголы (1979 год) после обретения Анголой независимости в 1975 году.

## Достижения

### Местные
- Победитель Жирабола — 13 (1979, 1980, 1981, 1991, 1993, 1996, 1998, 1999, 2006, 2016, 2017, 2018, 2019)
- Обладатель Кубка Анголы — 4 (1984, 1990, 1991, 2006)
- Обладатель Суперкубка Анголы — 6 (1991, 1992, 1997, 1998, 1999, 2000)

### Международные
- Кубок обладателей Кубков КАФ (1)
  - Финалист: 1998